# Lijst van diëten
Dit is een lijst van bekende diëten.

## Religieuze diëten
- Boeddhistisch dieet
- Islamitisch dieet (halal en haram)
- Kasjroet-dieet (koosjer in het jodendom)
- Mormoons dieet
- Rastafaridieet
- Yogadieet (dieet binnen het hindoeïsme)
- Zevendedagsadventistendieet

## Gezondheidsdiëten
- Cholesterolarm dieet
- Eiwitbeperkend dieet
- Eliminatiedieet
- Glutenvrij dieet
- Gluten- en caseïnevrij dieet
- Houtsmullerdieet
- Ketogeen dieet
- Moermandieet
- Nutritarian diet
- Pioppi-dieet
- South Beach-dieet
- Zoutloos dieet, zoutarm dieet

## Afvaldiëten
- Atkins-dieet
- Cambridgedieet
- Dukan-dieet
- Low GI-dieet
- Montignacdieet
- Sherrydieet
- Sonja Bakker-dieet
- Weight Watchers-dieet

## Overige diëten
- Bloedgroepdieet
- Gerson therapie
- Macrobiotisch dieet
- NOVO-programma
- Paleodieet
- Plantaardig dieet
- Veganistisch dieet
- Vegetarisch dieet

## Onbekend
- 40 puntendieet
- Afweerversterkend dieet
- Brooddieet
- Hollywood Cookie Diet
- Hormoonbalansdieet
- Het Mentale Dieet Plan
- Mazdaznan-dieet
- Okinawa-dieet
- Provocatiedieet
- Scdiet
- Walter Willett
- Weight Care
- Wisseldieet
- Zuur-basedieet